# Gonzales (Texas)
Gonzales é uma cidade localizada no estado norte-americano do Texas, no Condado de Gonzales.

## Demografia
Segundo o censo norte-americano de 2000, a sua população era de 7202 habitantes.
Em 2006, foi estimada uma população de 7496, um aumento de 294 (4.1%).

## Geografia
De acordo com o United States Census Bureau tem uma área de
13,2 km², dos quais 13,2 km² cobertos por terra e 0,0 km² cobertos por água.

## Localidades na vizinhança
O diagrama seguinte representa as localidades num raio de 32 km ao redor de Gonzales.